# Dmitrij Radčenko
Dmitrij Leonidovič Radčenko (rusko Дмитрий Леонидович Радченко), ruski nogometaš, * 2. december 1970.
Za sovjetsko reprezentanco je odigral dve uradni tekmi, za rusko reprezentanco je odigral 33 uradnih tekem in dosegel devet golov.